# Karel Findinský
Karel Findinský (5. února 1833, Frýdek – 9. září 1897 Těšín) byl český římskokatolický kněz, generální vikář a historik farního kostela ve Frýdku.

## Život
Narodil se v únoru 1833 ve Frýdku otci Albertovi, který byl frýdeckým měšťanem a kovářem, jeho matka se jmenovala Veronika. V dětství chodil do obecné školy ve Frýdku. Odmaturoval na těšínském gymnáziu v roce 1852. Po ukončení gymnázia studoval na teologické fakultě Univerzity Palackého v Olomouci. Na kněze byl vysvěcen 6. července 1856 arcibiskupem Fürstenberkem.
Po vysvěcení působil 14 let v Těšíně a to jako vikář a poté jako tajemník generálního vikariátu. Roku 1870 se stal farářem ve Frýdku. Zasloužil se o obnovu a výzdobu kaplí, nákup nových varhan a úpravu věže farního kostela. Zasadil se také o to, aby byla ve Frýdku postavena první městská nemocnice. Roku 1879 se stal děkanem a roku 1882 radou generálního vikariátu. Těšínským farářem se pak stal v roce 1891 a roku 1892 se stal generálním vikářem. Zemřel v roce 1897.